# Kevin Huber
Kevin Huber (Cincinnati, 16 luglio 1985) è un giocatore di football americano statunitense che gioca nel ruolo di punter per i Cincinnati Bengals della National Football League (NFL). Fu scelto nel corso del quinto giro del Draft NFL 2009. Al college giocò a football all'Università di Cincinnati.

## Carriera

### Cincinnati Bengals
Considerato uno dei migliori prospetti tra i giocatori nel ruolo nel Draft 2009, Huber fu scelto nel quinto giro dai Cincinnati Bengals. Nella sua prima stagione mantenne una media di 43,2 yard per punt. Nel 2012 stabilì i record di franchigia stagionali per yard medie lorde e nette per punt. Nel 2014 fu convocato per il primo Pro Bowl in carriera.

## Palmarès

### Franchigia
- American Football Conference Championship: 1

Cincinnati Bengals: 2021

### Individuale
- Convocazioni al Pro Bowl: 1

2014

## Statistiche
| Punt calciati | 460  |
| Media         | 44,6 |